# Verona (Mississippi)
Pour les articles homonymes, voir Verona (homonymie).
La ville américaine de Verona est située dans le comté de Lee, dans l’État du Mississippi. Sa population s’élevait à 3 006 habitants lors du recensement de 2010, estimée à 3 019 habitants en 2016.

## Source
- (en) Cet article est partiellement ou en totalité issu de l’article de Wikipédia en anglais intitulé « Verona, Mississippi » (voir la liste des auteurs).